# Римуски Осеаник
«Римуски Осеаник» (англ. Rimouski Océanic, фр. Océanic de Rimouski) — молодёжный хоккейный клуб, выступающий в Главной юниорской хоккейной лиге Квебека (QMJHL), одной из трёх лиг, составляющих Канадскую хоккейную лигу (CHL). Базируется в городе Римуски, провинция Квебек, Канада. 

## История
Франшиза была предоставлена на сезон 1969–70, под названием «Шербрук Касторс». С 1969 по 1982 год «Касторс» играли в Шербруке, а в 1982 году переехали в Сен-Жан-сюр-Ришелье и стали называться «Сен-Жан Касторc». В 1989 году команда была переименована в «Сен-Жан Линкс». В 1995 году команда переехала в Римуски и стала называться «Римуски Осеаник».

## Достижения
- Чемпион QMJHL (3): 2000, 2005, 2015;
- Мемориальный кубок (1): 2000;
- Победитель регулярного сезона (3): 1999–00, 2004–05, 2014–15;